# José Olmos (Pampite)
José Olmos, más conocido como Pampite, fue un escultor e imaginero ecuatoriano del siglo XVII que perteneció a la afamada Escuela Quiteña de arte. Nació en la ciudad de Quito alrededor de 1670, aunque se desconoce la fecha exacta. Es considerado uno de los mejores escultores de su época en el continente.

## Biografía
Nació en la ciudad de Quito. Algunos historiadores aseguran que fue discípulo del taller de Caspicara, pero eso supondría un gran desfase temporal en su año de nacimiento. Entre sus obras más notables están el Señor de la Agonía que adorna uno de los retablos del monasterio de San Roque, el altar de la Sala Capitular del convento de San Agustín, el calvario del monasterio de El Carmen antiguo y un Cristo en la iglesia de San Francisco. Sus Cristos crucificados son únicos en nivel de detalle y realismo exagerado, sobre todo en las heridas y llagas.
Pampite trabajó además en varios retablos para la iglesia de La Compañía junto al padre Carlos y se le atribuyen varios crucifijos de estilización italiana. Murió en la ciudad de Quito en 1730.
Se caracterizó por los Cristos de Olmos, que son identificables gracias a su policromía que presenta un realismo exagerado en cuanto a las lesiones corporales, las llagas y sufrimiento. No obstante también existen algunos que buscan la hermosura como el Cristo en la sacristía de la Iglesia de San Francisco o el Calvario del Carmen Antiguo.

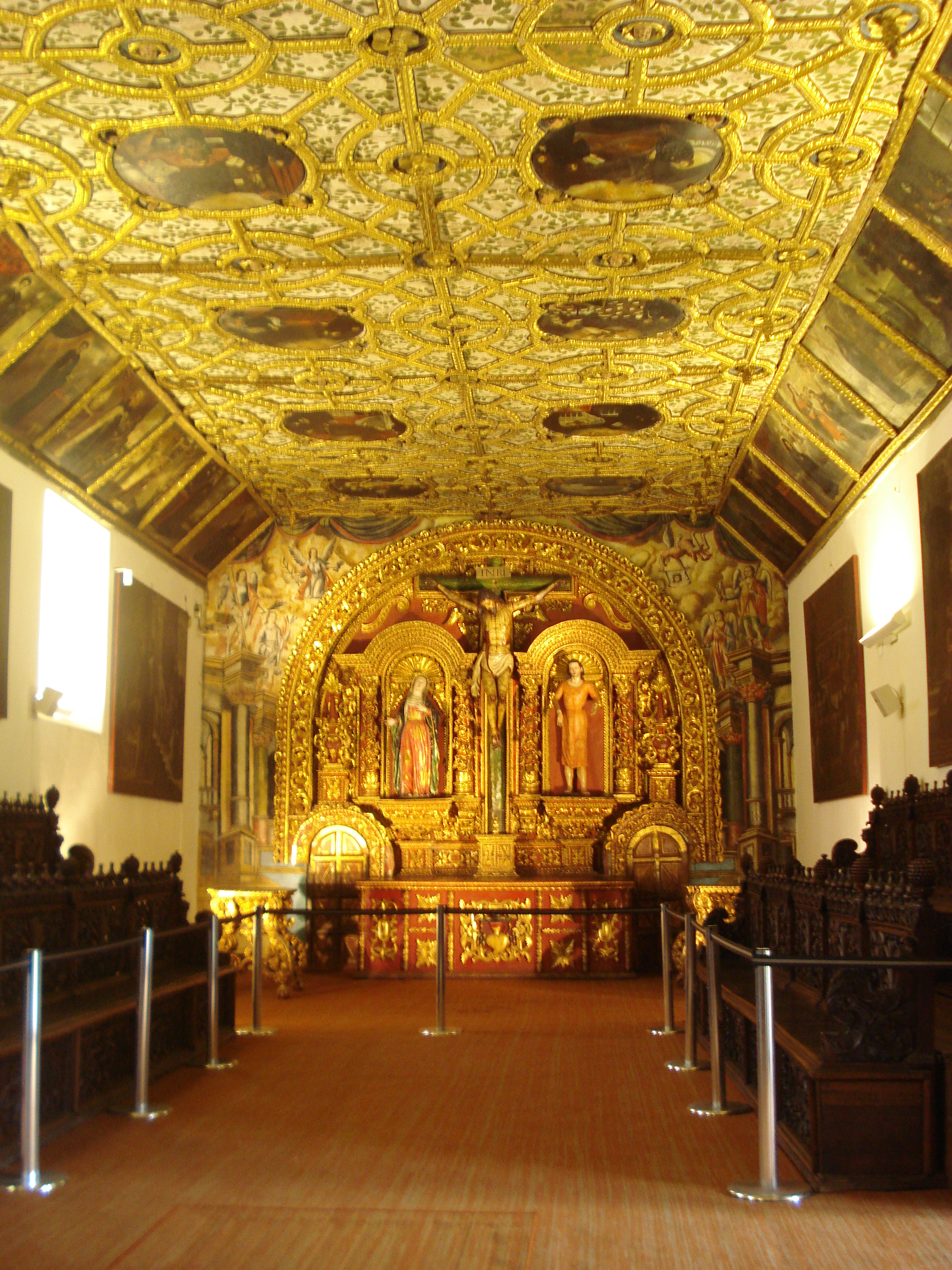
Sala Capitular del Convento de San Agustín, en el fondo se encuentra el Cristo Crucificado de Pampite

### Obras atribuidas
La Virgen de El Quinche
Jesús del Gran Poder
San Francisco de Asís
La Virgen Dolorosa

### Leyenda
Según el historiador José Navarro en su estudio "La escultura en el Ecuador: (Siglos XVI al XVIII)", existe una leyenda entre Pampite y un turista inglés que estaba interesado en arte y que viajó a América para buscar artistas. Al llegar a Quito se encontró con Pampite y sorprendido porque era indígena, no esperaba que sea tan reconocido por su arte. Acordaron una cita para hablar sobre arte donde el inglés le mostró un Cristo que había comprado en Italia. Se quedaron discutiendo sobre el precio puesto que Pampite se mostraba escéptico acerca de su valor. El inglés acordó en que se lo daría temporalmente para que lo replique cuando recibió la famosa respuesta:
A la verdad, yo no sé si podré imitar el Cristo, porque desde la fecha en que lo hice, ¡me parece haber adelantado algo en mi oficio!
Pampite no lo probaría inmediatamente puesto que ante la incredulidad del Inglés aceptaría hacer una réplica con el compromiso de que lo compre. Al final el escultor tomaría el Cristo comprado en Italia y analizándolo por un momento mostraría dentro de una pequeña astilla muy difícil de desprender una firma que decía "Pampite fecit Quit". Asombrado el inglés reconocería el valor del artista y pagaría por el otro Cristo también.

## Legado y memoria
Pampite, es junto a Caspicara uno de los dos grandes discípulos de Bernardo de Legarda y juntos llevaron a su punto más alto a la escultura de la Escuela Quiteña durante el siglo XVIII, que se había caracterizado el siglo anterior por la primacía de la pintura, sobre todo. A partir de su obra se construyeron gran parte de los retablos e interiores de las iglesias en la Real Audiencia de Quito. El trabajo de Pampite en la Iglesia de San Agustín, San Roque y San Francisco fueron muy ponderados y son conservados hasta la actualidad. Él vivió durante la época de mayor esplendor de esta escuela artística en donde ya no solo habían ganado fama dentro de la monarquía española sino que también sus obras eran demandadas en otros países en Europa, de ahí que a través de la leyenda entre Olmos y el Inglés se recordaba tradicionalmente el esplendor del arte en la Real Audiencia.